# Fiat Duna
Fiat Duna – samochód osobowy klasy aut miejskich produkowany przez włoską markę FIAT w latach 1985–2000.

## Historia i opis modelu

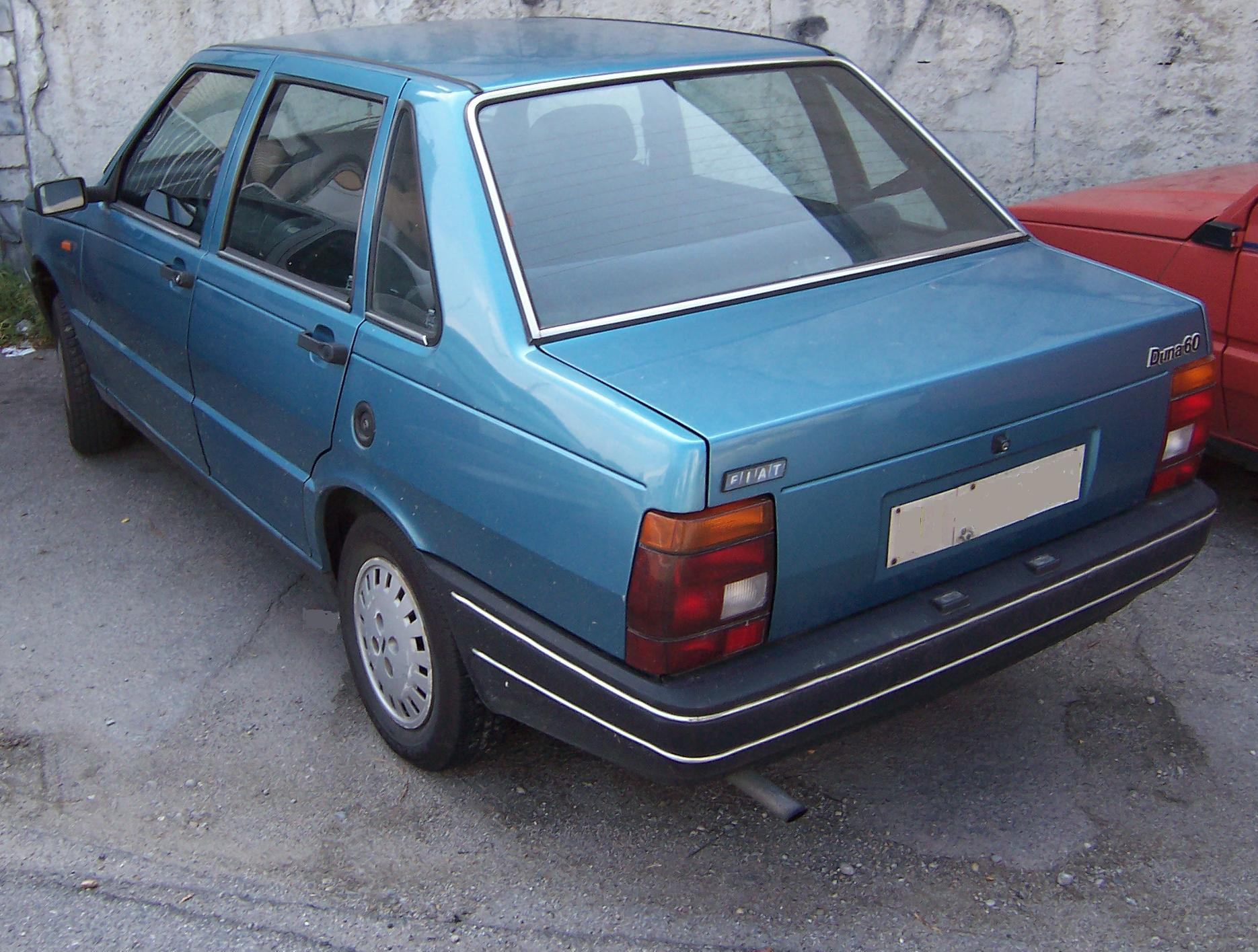
Fiat Duna - tył

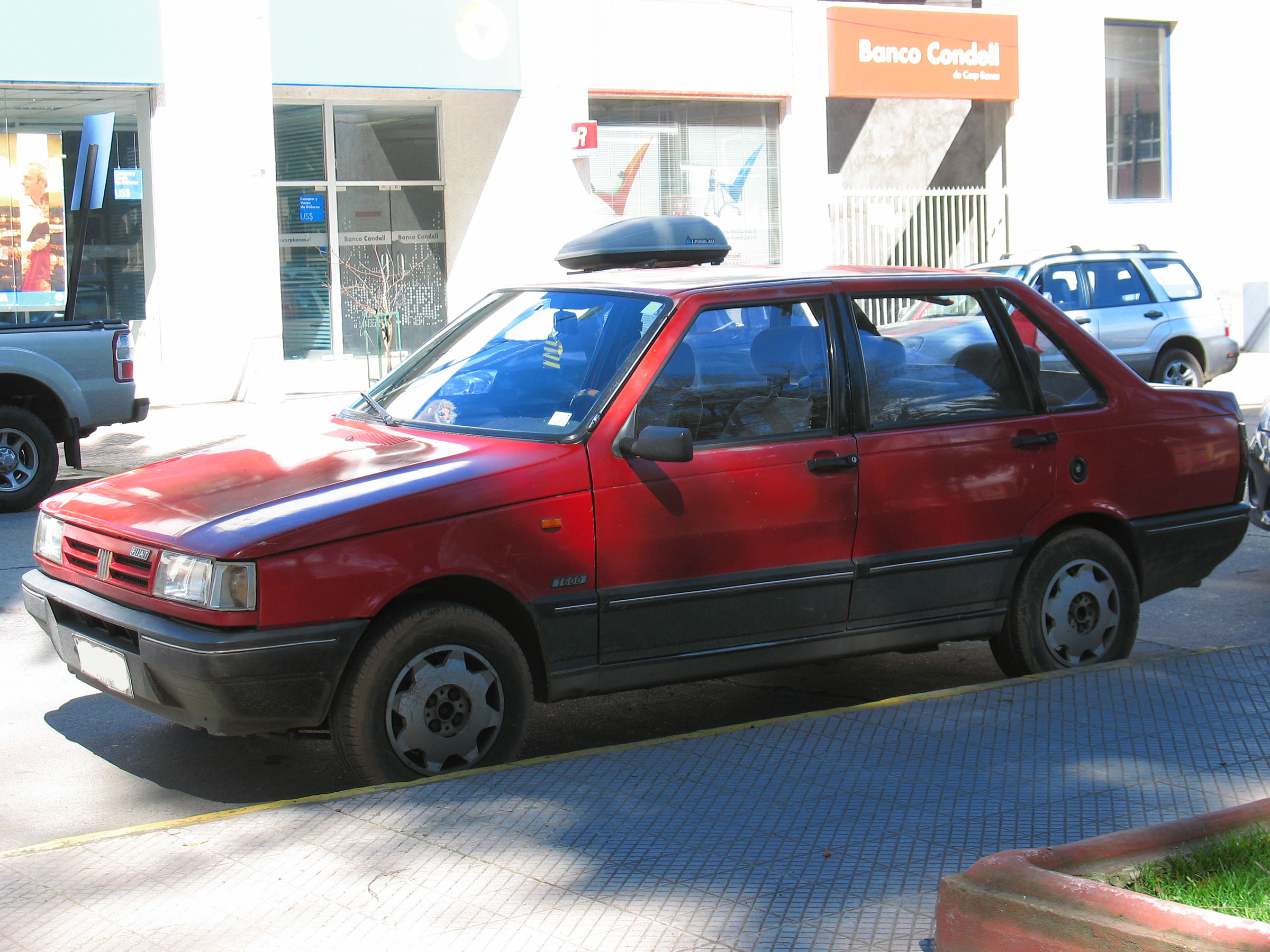
Fiat Duna po liftingu

Pojazd był oferowany w Brazylii pod nazwą Fiat Prêmio. Dwudrzwiowy "Premio" został wprowadzony na rynek brazylijski w roku 1985, nie zdobywając dużego uznania Brazylijczyków. W roku 1987 pojawiła się więc Elba – trzydrzwiowa wersja kombi, wyposażona w 1,5-litrowy silnik, mająca zastąpić samochód Fiat Panorama, bazujący z kolei na modelu Fiat 147. Dopiero w 1988 roku pojawiły się czterodrzwiowe Fiaty Prêmio, a w 1989 – pięciodrzwiowe Elby.
W Argentynie czterodrzwiowa Duna została zaprezentowana w 1987 roku, a od roku 1990 przez kolejne 6 lat była najlepiej sprzedającym się samochodem na rynku. Jej wersja na gaz CNG była popularna wśród taksówkarzy.
Od 1987 roku Dunę i Elbę eksportowano do Włoch i reszty Europy, jednak od 1991 roku już tylko model Elba – pod marką Innocenti Elba. 
Fiat Automóveis, czyli brazylijska filia Fiata produkowała model Prêmio i Duna (na eksport) w Betim, zaś w Argentynie do 1996 roku powstawał on w fabryce Sevel Argentina w Buenos Aires, a następnie w firmie Diasa lub w fabryce Ferreyra w Córdobie należącej do firmy Fiat Auto Argentina. Produkcja została zakończona w Brazylii w 1996, zaś w Argentynie w 2000 roku. Dunę i Dunę Weekend/Elbę zastąpiły modele Fiat Siena i Fiat Palio Weekend.
We Włoszech Fiat Duna zyskał renomę najbardziej zawodnego modelu w historii Fiata, szczególnie w odniesieniu do zastosowanego w nim silnika. Z drugiej jednak strony, pobił on rekord niezawodności FIA w końcu lat 90. Dunę testowano na dystansie 25000 km na torze Rafaela przez 170 godzin i 44 minuty ze średnią prędkością 146 km/h. Był to model Duna SCV z silnikiem o pojemności 1,5 dm³ o mocy 82 KM.